# سحالي (أبو حمص)
قرية سحالي هي إحدى القرى التابعة لمركز أبو حمص في محافظة البحيرة في جمهورية مصر العربية. حسب إحصاءات سنة 2006، بلغ إجمالي السكان في سحالي 12564 نسمة، منهم 6354 رجل و6210 امرأة.

## التاريخ
قرية سحالي من القرى القديمة، حيث وردت باسم «طلمشوش» في أعمال البحيرة ضمن قرى الروك الصلاحي التي أحصاها ابن مماتي في كتاب قوانين الدواوين، كما وردت باسم «طلمسوس» في أعمال البحيرة ضمن قرى الروك الناصري التي أحصاها ابن الجيعان في كتاب «التحفة السنية بأسماء البلاد المصرية». وفي العصر العثماني وردت باسم «طلمتوس» في التربيع العثماني الذي أجراه الوالي العثماني سليمان باشا الخادم في عصر السلطان العثماني سليمان القانوني ضمن قرى ولاية البحيرة، وفي تاريخ 1228هـ/1813م الذي عدّ قرى مصر بعد المسح الذي قام به محمد علي باشا باسم «طلمتوس» ضمن قرى مديرية البحيرة. في سنة 1249هـ/1833م، تغير الاسم إلى «كفر سحالي»، وفي سنة 1273هـ/1857م تغير إلى «سحالي».